# Antonio Parejo Barranco
Antonio Parejo Barranco (Antequera, 1956-7 de abril de 2013) fue un historiador económico español.

## Trayectoria
Licenciado y Doctor en Historia, fue profesor de Historia Contemporánea y, posteriormente, Catedrático de Historia e Instituciones Económicas en la Universidad de Málaga. Había sido becario Jean Monnet del Instituto Europeo de Florencia, Profesor Visitante de la Universidad de Rutgers (New Jersey, Estados Unidos), y codirector de la Revista de Historia Industrial.

## Investigación
Antonio Parejo se dedicó principalmente al estudio de la historia económica contemporánea de Andalucía, región para la que reconstruyó series de macromagnitudes económicas. En esta línea, una de sus grandes aportaciones fue la reconstrucción del índice de producción industrial para el periodo comprendido entre 1830 y 1935. Fruto de sus investigaciones, ofreció una interpretación revisionista de la trayectoria económica de Andalucía, distinta de la visión pesimista del "fracaso" asociado a la primera revolución industrial, y en la que señalaba a los años del primer franquismo como responsables de la divergencia de la región meridional con respecto a la media nacional.

## Obras destacadas
- Málaga y los Larios. Capitalismo Industrial y atraso económico. Málaga, Ed. Arguval, 1990.

- La producción industrial de Andalucía, 1830-1935. Sevilla, Instituto de Desarrollo Regional, 1997.

- La España Liberal (1868-1913). Economía (con Antonio Miguel Bernal). Madrid, Síntesis, 2001.

- Historia de Andalucía a debate, III (coord. con Manuel González de Molina). Anthropos, Barcelona, 2004.

- La modernización de España. Economía, 1914-1939 (con Andrés Sánchez Picón). Madrid, Síntesis, 2007.

- Historia Económica de Andalucía Contemporánea. Madrid, Síntesis, 2009.

- "El índice de producción industrial de las Islas Baleares", (con Carlos Manera) en Revista de Historia Industrial, n.º 48, 2012, pp. 23-50.